# Головна передача

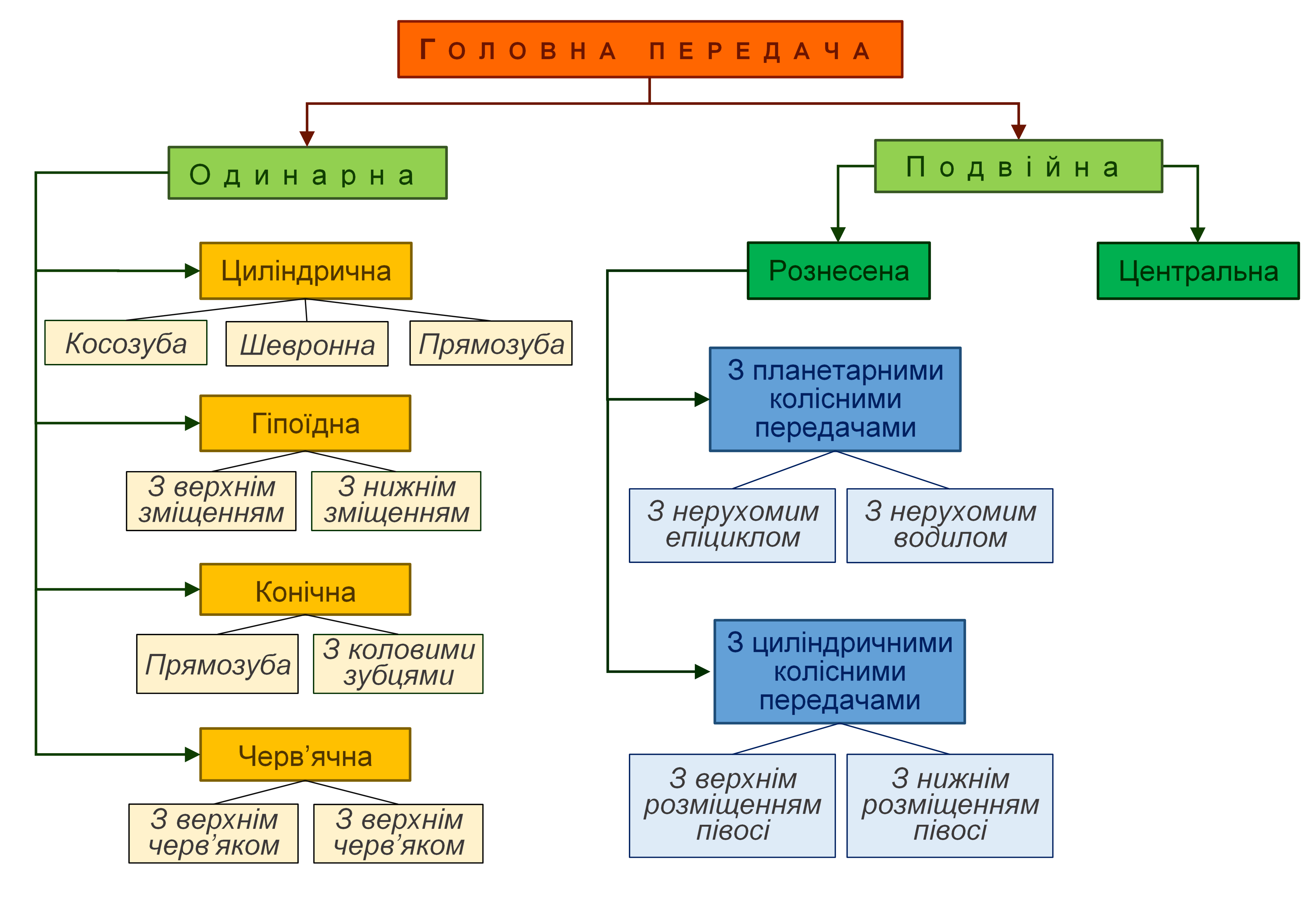
Різновиди головних передач

Головна передача (англ. final drive) — механізм трансмісії, призначений збільшувати крутний момент, що передається від коробки передач до ведучих коліс. Конструктивно пов'язаний з диференціалом. У випадку автомобілів являє собою зубчасту передачу, а мотоциклів — ще й ланцюгову чи пасову.

## Опис
На автомобілях застосовують швидкохідні двигуни, що розвивають значну потужність при відносно невеликих розмірах й масах.
Їх максимальний крутний момент у декілька раз менший, а частота обертання у декілька раз більша за необхідну для ведучих коліс при русі автомобіля. З метою збільшення крутного моменту й зменшення частоти обертання до необхідних значень застосовують головну передачу.
Передатне число головної передачі залежить в основному від потужності й швидкохідності двигуна, маси та призначення автомобіля (зазвичай у вантажних автомобілів 6,5—9,0; у легкових — 3,5—5,5).
Визначається воно з умов забезпечення руху на максимальній швидкості та вищій передачі коробки передач.
Залежно від типу шестерень головні передачі бувають: конічні, гіпоїдні, циліндричні та черв'ячні. Від кількості пар зачеплень — одинарні та подвійні. Останні ще ділять на центральні (одно- чи двоступеневі) та рознесені («портальні мости»).

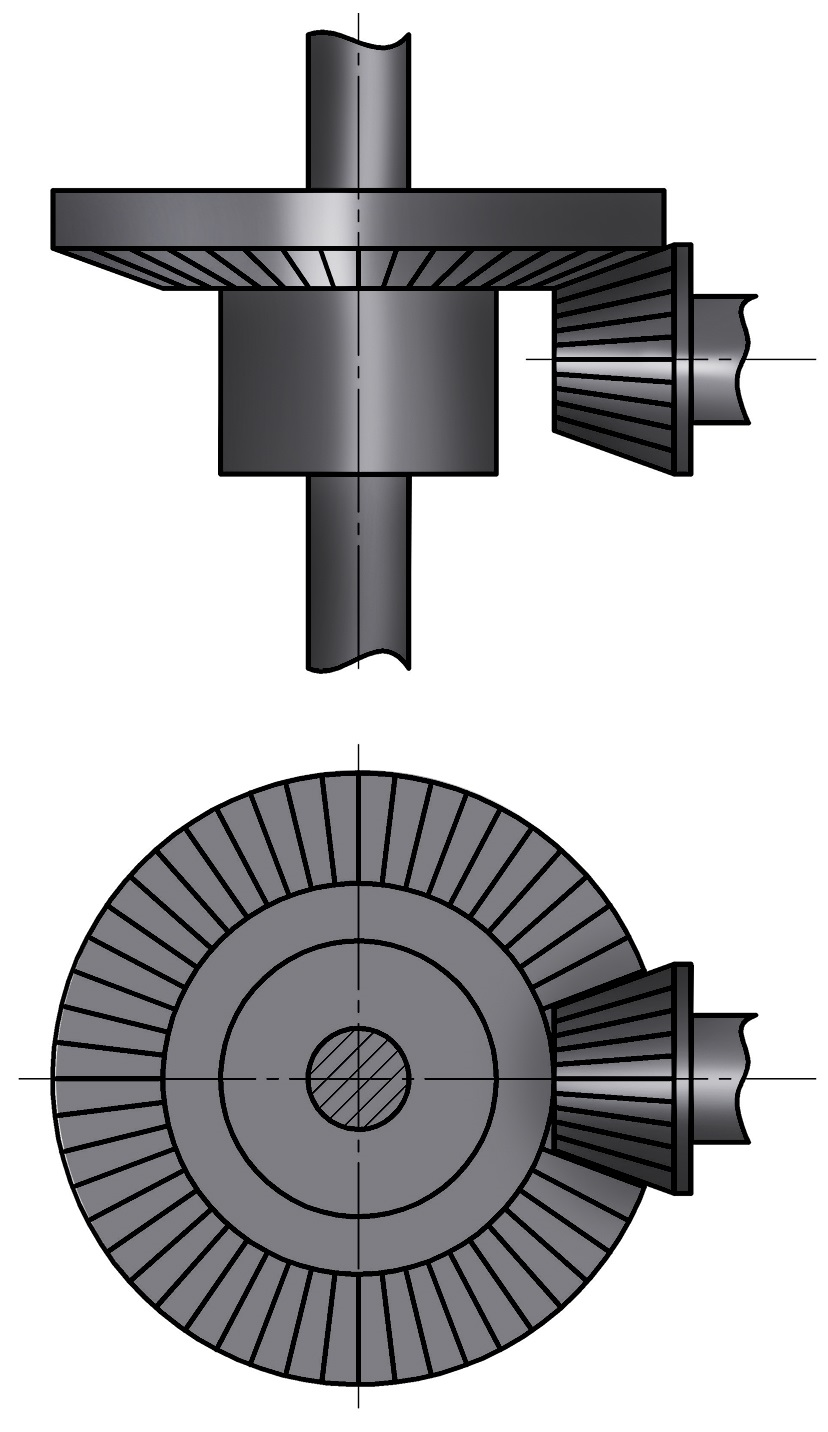
Одинарна конічна головна передача (з прямими зубцями)

Конічну головну передачу почали широко застосовувати з 1913 р., коли фірма Gleason розробила зачеплення з коловим зубцем. Конічна передача характеризується високим ККД (0,97—0,98), зумовленим незначним тертям ковзання між зубцями. Недолік — значні габарити й більша у порівнянні з іншими передачами шумність. Для зниження останнього застосовують шестерні зі спіральними зубцями.
Особливість роботи конічної передачі — значні зусилля, що діють на опори валів у трьох взаємно перпендикулярних площинах. Під дією цих зусиль вали зубчастих коліс намагаються зміститись. Водночас довговічність конічної головної передачі залежить від правильного зачеплення зубців. Його порушення супроводжується прискоренням зношування та підвищенням шуму. Для забезпечення правильного зачеплення зубчатих коліс встановлюють підшипники з попереднім натягом, створюють додаткові опори валів й зубчатих коліс, збільшують жорсткість картера.

Гіпоїдна передача: 1 — колесо; 2 — шестерня

У гіпоїдній (гіперболоїдній) головній передачі вісь ведучої шестерні зміщена відносно осі веденої (на величину ексцентриситету), що дає змогу знизити центр маси автомобіля (та зробити нижчим утворений карданним чи приводним валом тунель у кузові). При однакових з конічною діаметрах колеса (веденої шестерні) й передатних числах діаметр шестерні (ведучої) гіпоїдної передачі більший. В свою чергу це впливає на її міцність, довговічність, здатність передавати більший крутний момент, плавність зачеплення й пов'язану з цим безшумність. Недоліки — дещо нижчий ККД (0,96) та необхідність застосування спеціальної оливи, обумовлені проковзуванням зубців (підвищеним тертям ковзанням).
Передатне число гіпоїдної головної передачі легкових автомобілів 3,5—4,5, вантажних 5—7.
На автомобілях вона з'явилась у 1925 р.
Циліндричні головні передачі (косозубі чи шевронні) застосовуються на передньопривідних автомобілях з поперечним розміщенням двигуна. Характеризуються найвищим ККД (0,98—0,99). Передатне число такої головної передачі знаходиться в межах 3,5—4,2. Подальше його збільшення призводить до збільшення габаритів та рівня шуму.

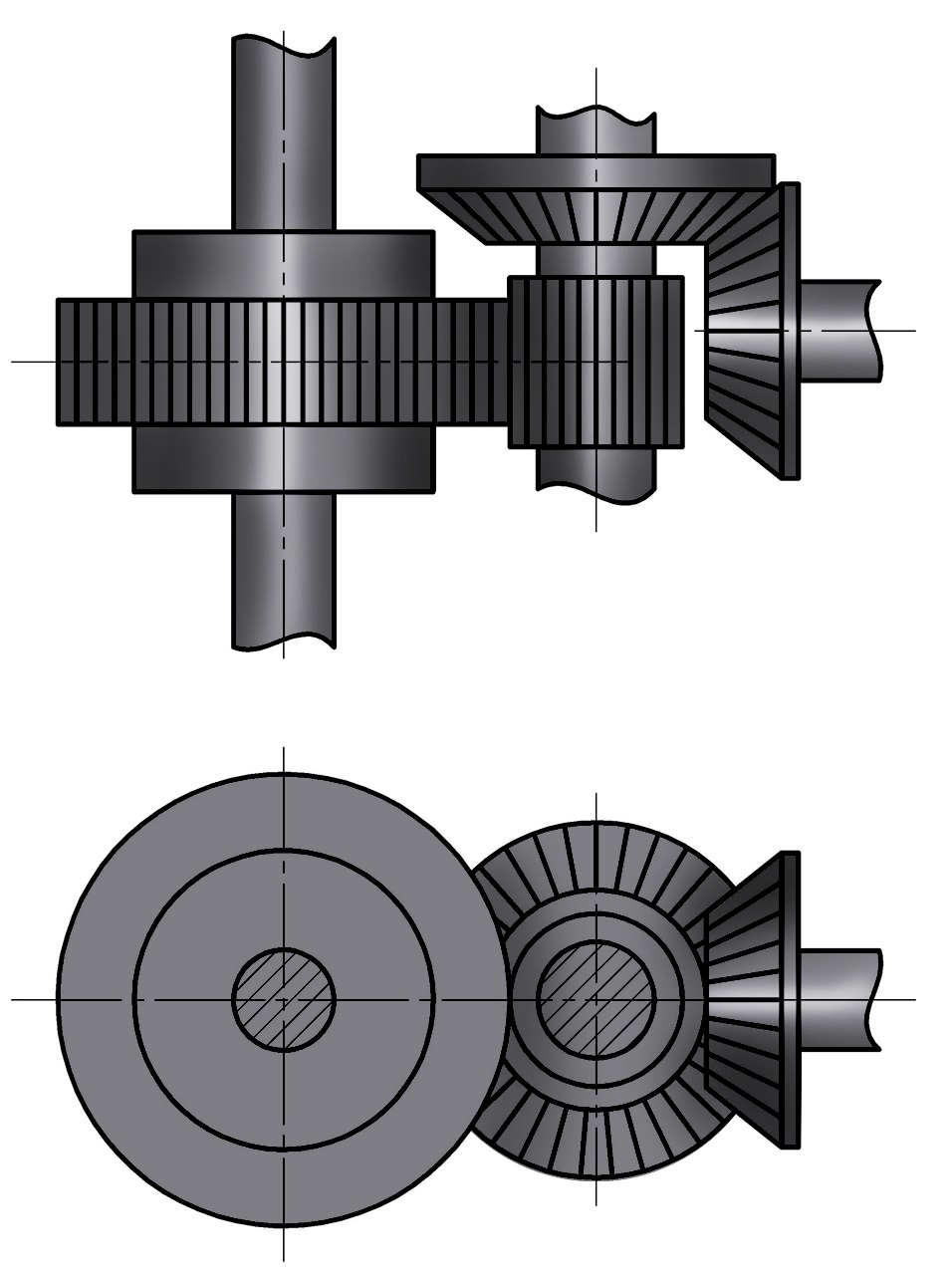
Подвійна центральна головна передача

Черв'ячна головна передача найбезшумніша, має великі передатні числа попри відносно менші розміри. Однак низький ККД (0,9—0,92), значна вартість матеріалів (вінець веденого колеса виконується з олов'янистої бронзи) та виготовлення зробили такі передачі нерозповсюдженими.

«Звичайний» та «портальний» мости

На вантажівках та автобусах для отримання великих передатних чисел (та відповідно передачі значних обертових моментів) застосовуються подвійні головні передачі, що ділять на центральні та рознесені. Центральні складаються, як правило, з пари конічних та пари циліндричних шестерень. У порівнянні з конічною чи гіпоїдною з тим самим передатним відношенням така передача має меншу висоту. Рознесена складається з одинарного конічного та бортових (колісних) планетарних чи циліндричних редукторів. Така передача забезпечує більший кліренс або нижчий рівень підлоги (важливий для низькопідлогових автобусів) і дає змогу розвантажити півосі та деталі диференціалу від значного крутного моменту.